# Kraftwerk Dortmund
Das Kraftwerk Dortmund ist ein Heizkraftwerk in der Dortmunder Innenstadt und bildete eine Keimzelle der späteren Vereinigten Elektrizitätswerke Westfalen, heute: RWE.

## Geschichte

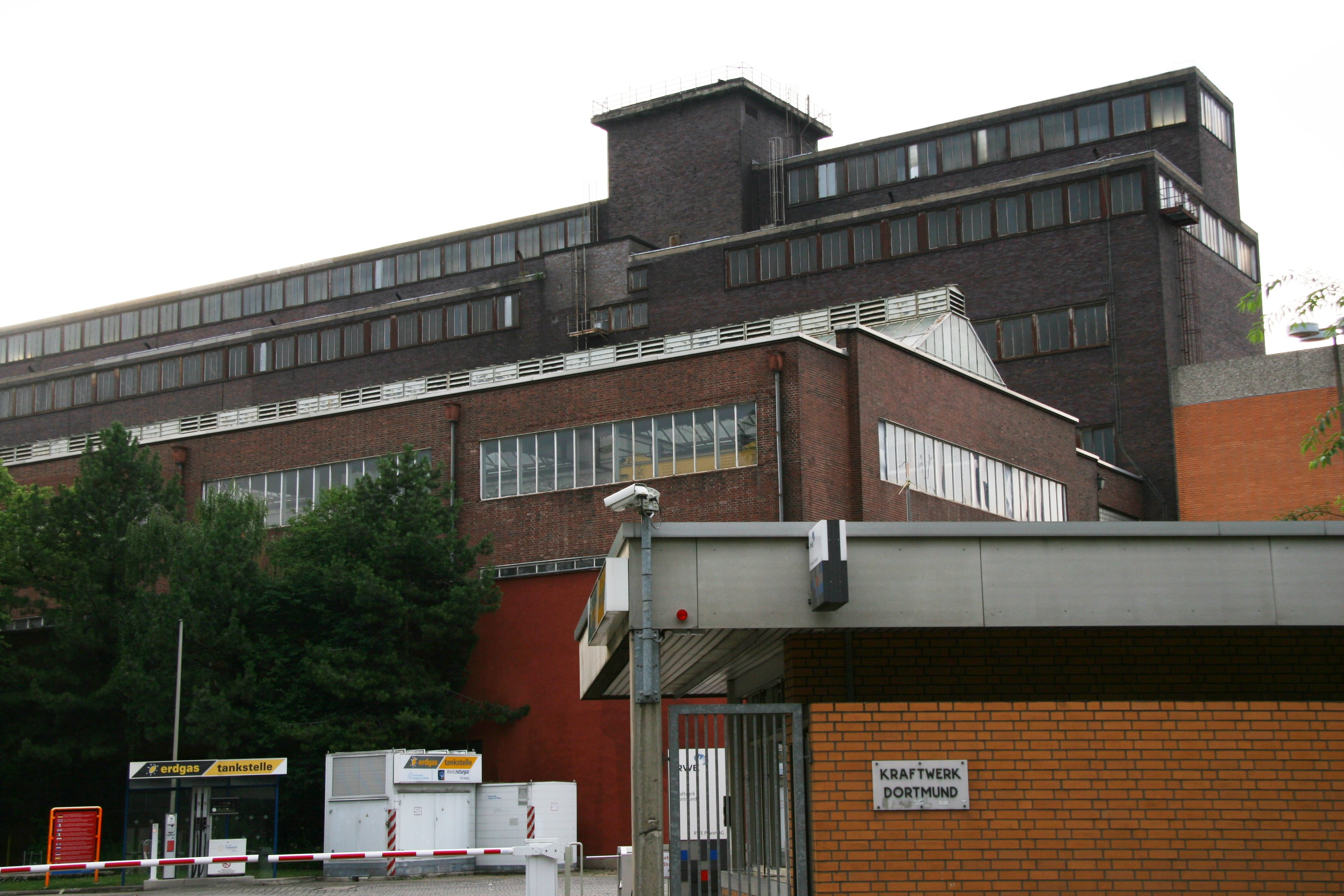
Der Hauptbau von der Weißenburger Straße aus gesehen

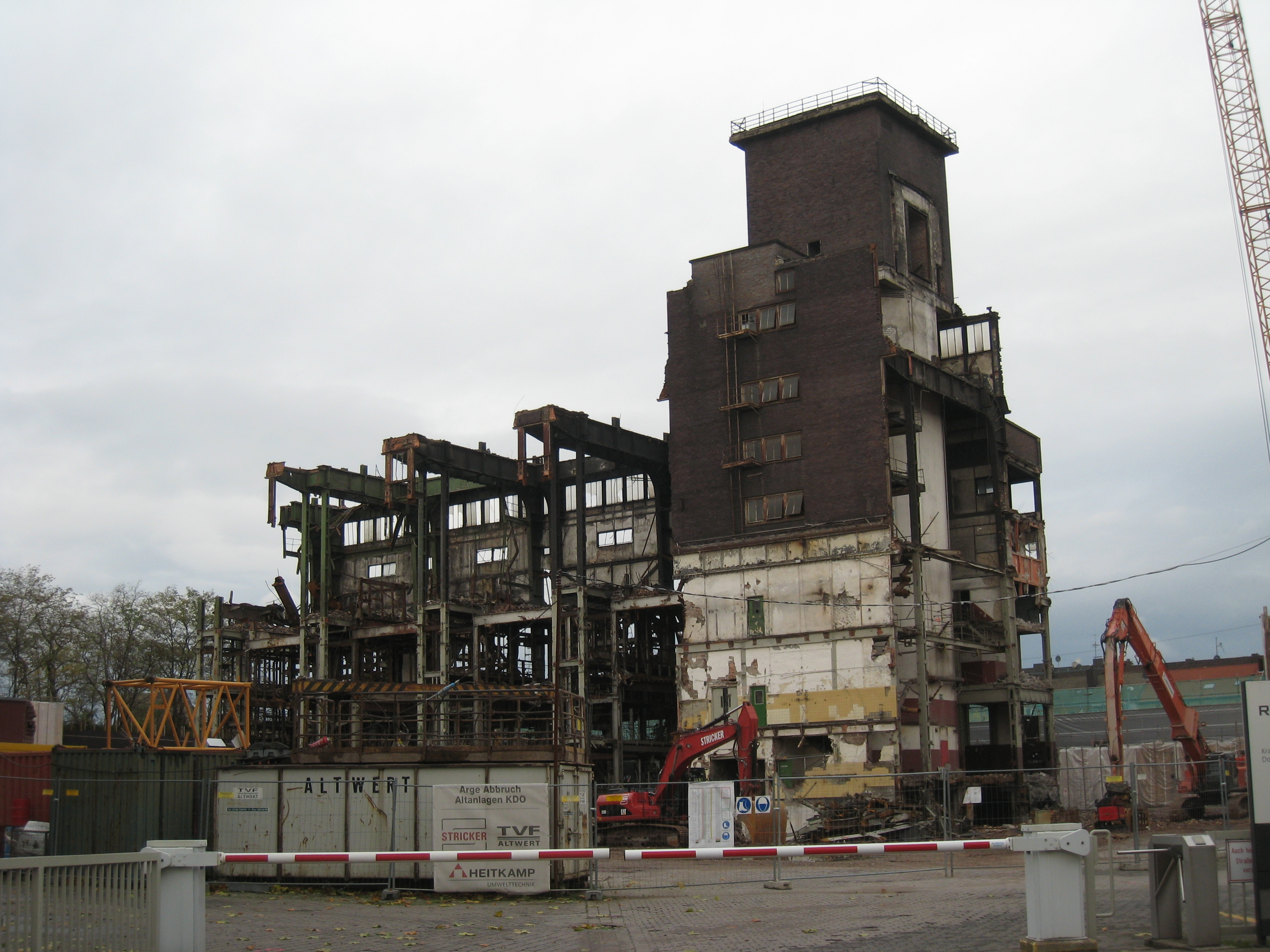
Demontage des Kraftwerks

Der Grundstein für dieses zunächst als Kohlekraftwerk betriebene Kraftwerk wurde 1897 als Elektrizitätswerk der Stadt Dortmund durch Carl Döpke gelegt. Das Kraftwerk war das erste Kraftwerk des Ruhrgebietes, das primär der öffentlichen Stromversorgung diente. Vier Dampfmaschinen trieben die Generatoren zur Stromerzeugung an. Das Kraftwerk lieferte neben Wechselstrom für den Hafen und die Gewerbegebiete auch Gleichstrom zur Straßen- und Hausbeleuchtung. Ab 1906 versorgte es auch die Dortmunder Straßenbahn.
Nach der Gründung der Dortmunder und Verbands-Elektrizitätswerk GmbH am 1. Januar 1923 und deren Übergang auf die Vereinigte Elektrizitätswerke Westfalen GmbH im Jahr 1925 wurden die Kraftwerksanlagen weiter ausgebaut. Ab 1953 wurde die bei der Stromerzeugung anfallende Restwärme in das Fernwärmenetz eingespeist.
Im Jahr 1967 erfolgte eine Umstellung des Kraftwerkbetriebs auf Erdgas. Diese erfolgte aus Gründen des Umweltschutzes, da sich das Kraftwerk an der Weißenburger Straße in unmittelbarer Nähe zu Wohngebieten nahe der Dortmunder Innenstadt befindet.
Im Jahr 1995 endete die Stromerzeugung im Kraftwerk Dortmund. Im Jahr 2004 wurde sie mit einer neuen Turbine wieder aufgenommen. Die Altanlagen des Kraftwerks wurden im Jahr 2010 abgerissen. Das alte Kraftwerk war als Baudenkmal in die Denkmalliste der Stadt Dortmund eingetragen und bis 2011 eine Station in der Route der Industriekultur.
Das Kraftwerk wird heute von der RWE Generation mit vier gasbefeuerten Kesselanlagen und einer Leistung von insgesamt 26 MWel betrieben. Der Netzanschluss erfolgt auf der 110-kV-Hochspannungsebene in das Stromnetz der Westnetz.
Ursprünglich war geplant, dass das Heizkraftwerk Dortmund seinen Betrieb zum 30. September 2022 einstellt. Es wurde jedoch bereits am 9. Juni 2022 vorzeitig stillgelegt. Hintergrund für die Stilllegung sind die sich verändernden technischen und wirtschaftlichen Rahmenbedingungen: Das Dortmunder Fernwärmenetz, das bisher mit Dampf betrieben wurde, wird auf Heißwasser als Energieträger umgebaut. Eine Strom- und Wärmeerzeugung im Heizkraftwerk ist nicht mehr wirtschaftlich. Nach Stilllegung und Rückbau des Heizkraftwerks übernimmt das lokale Energieversorgungsunternehmen DEW21 das Grundstück. DEW21 plant am Standort ein neues Heizwerk.